# Попов (Алексеевский район, Волгоградская область)
Попо́в — хутор в Алексеевском районе Волгоградской области России. Входит в Краснооктябрьское сельское поселение.

Посёлок расположен на севере района, в 5 км севернее посёлка Красный Октябрь.
В хуторе находится начальная школа. Хутор не газифицирован. Через населённый пункт проходит асфальтированная автомобильная дорога «Новоаннинский—Красный Октябрь».
Через хутор проходит русло пересыхающей речки Чёрная.

## Население
| 2010 |
| ---- |
| 93   |

## История
По состоянию на 1918 год населённый пункт входил в  Хопёрский округ Области Войска Донского.